# Drwęca Warmińska
Drwęca Warmińska (niem. Drewenz) – rzeka w województwie warmińsko-mazurskim, prawy dopływ Pasłęki. Większość biegu rzeki znajduje się na Warmii. Nad rzeką jest położone miasto Orneta.
W źródłach historycznych rzeka występowała pod nazwami: Drewenz (1926), Dribentz (1595), Drywantze (1287), Drawant, Drewant (1282), Drywanz (1261). Nazwę Drwęca Warmińska wprowadzono urzędowo w 1949 roku, zastępując poprzednią niemiecką – Drewenz. Przydomek Warmińska odróżnią ją od Drwęcy, dopływu Wisły.
Rzeka przepływa przez Nizinę Staropruską i Równinę Warmińską. Źródła, w postaci drobnych strumyków, znajdują się na Wzniesieniach Górowskich, na wysokości 125 m n.p.m., w pobliżu wsi Glądy w gminie Górowo Iławeckie. Długość rzeki wynosi 53,4 km, a powierzchnia dorzecza 327,7 km². W środkowym biegu płynie zalesioną doliną, silnie meandrując, przez Równinę Ornecką. Uchodzi do Pasłęki w jej 70,1 kilometrze, ok. 8 km poniżej Ornety, w pobliżu wsi Drwęczno i Bogatyńskie.
Nad Drwęcą Warmińską leżą miejscowości: Stabunity, Drwęca, Zaręby, Runowo, Bugi, Krasny Bór, Kaszuny, Mingajny, Bludyny, Krosno, Orneta, Drwęczno.
Dorzecze Drwęcy Warmińskiej charakteryzuje się rozległą siecią rzeczną, ze znaczną przewagą lewobrzeżnych dopływów. Do największych z nich należą: Ramia, Szeląg, Lubomińska Struga i Mingajny (Mingajska Struga).
Zlewnia Drwęcy Warmińskiej zbudowana jest z glin zwałowych w północnej części dorzecza oraz z piasków w południowej części dorzecza. Niewielkie wzniesienia morenowe występują we wschodniej części zlewni. Zlewnia od wodowskazu Orneta (7,8 km) do ujścia do Pasłęki położona jest na sandrze. Jedynie przy ujściu Drwęcy do Pasłęki występują iły. Rzeka ma w tym rejonie głęboko wciętą dolinę (25–30 m).
Rzeka jest dostępna dla turystyki kajakowej oraz dla wędkarstwa.
Przed 1714 rokiem, na wysokości wsi Krosno, przesunięto koryto Drwęcy Warmińskiej w celu wzniesienia ołtarza głównego nowo budowanej świątyni w miejscu, gdzie wiele lat wcześniej znaleziono leżącą w rzece alabastrową figurkę Matki Bożej. 
W latach 2015–2016 w rzece, na wysokości osady Bludyny, zaobserwowano stanowisko minoga strumieniowego (znajdującego się pod ścisłą ochroną).